# Germinghausen
Germinghausen ist ein Dorf im südlichen Sauerland. Es bildet eine Ortschaft und den Ortsvorsteherbezirk 22 der Stadt Drolshagen im nordrhein-westfälischen Kreis Olpe.

## Geografie
Germinghausen liegt etwa drei Kilometer nördlich des Drolshagener Zentrums und knapp sieben Kilometer westnordwestlich von Olpe und dem Südausläufer des Biggesees. Die Landschaft ist stark von landwirtschaftlichen Betrieben und den Hügeln des südwestlichen Sauerlandes geprägt, aber auch gewerblichen Ansiedlungen.
Im Ortsbereich fließen drei Bäche, der hier entspringende Wintersohler Bach und der Hützenau, die beide in die Rose fließen sowie der Herpel, der in die Listertalsperre mündet. Zu allen drei Bächen gibt es entsprechend benannte Ortschaften in Drolshagen.

## Geschichte
Die erste urkundliche Erwähnung von Germinghausen bezüglich einer Grundstücksverpfändung datiert aus dem Jahr 1413. Der Ort lag im Lehnsbereich des Klosters Drolshagen und nahe der Eisenstraße von Frankfurt nach Hagen; Überbleibsel dieser Straße in Form von mehreren parallel verlaufenen Hohlwegen (Hohlwegbündel) sind bei Germinghausen erhalten und seit 1990 als Bodendenkmal registriert. 1518 wird eine Schmitte bei Germinghausen erwähnt. 1949 wurde eine geräumige Kapelle erbaut und dem Patronat St. Engelbert geweiht; sie ist das katholische Gotteshaus der Kapellengemeinde Germinghausen im Pastoralverbund Germinghausen / Junkernhöh des Kirchspiels Drolshagen.

## Infrastruktur und Wirtschaft

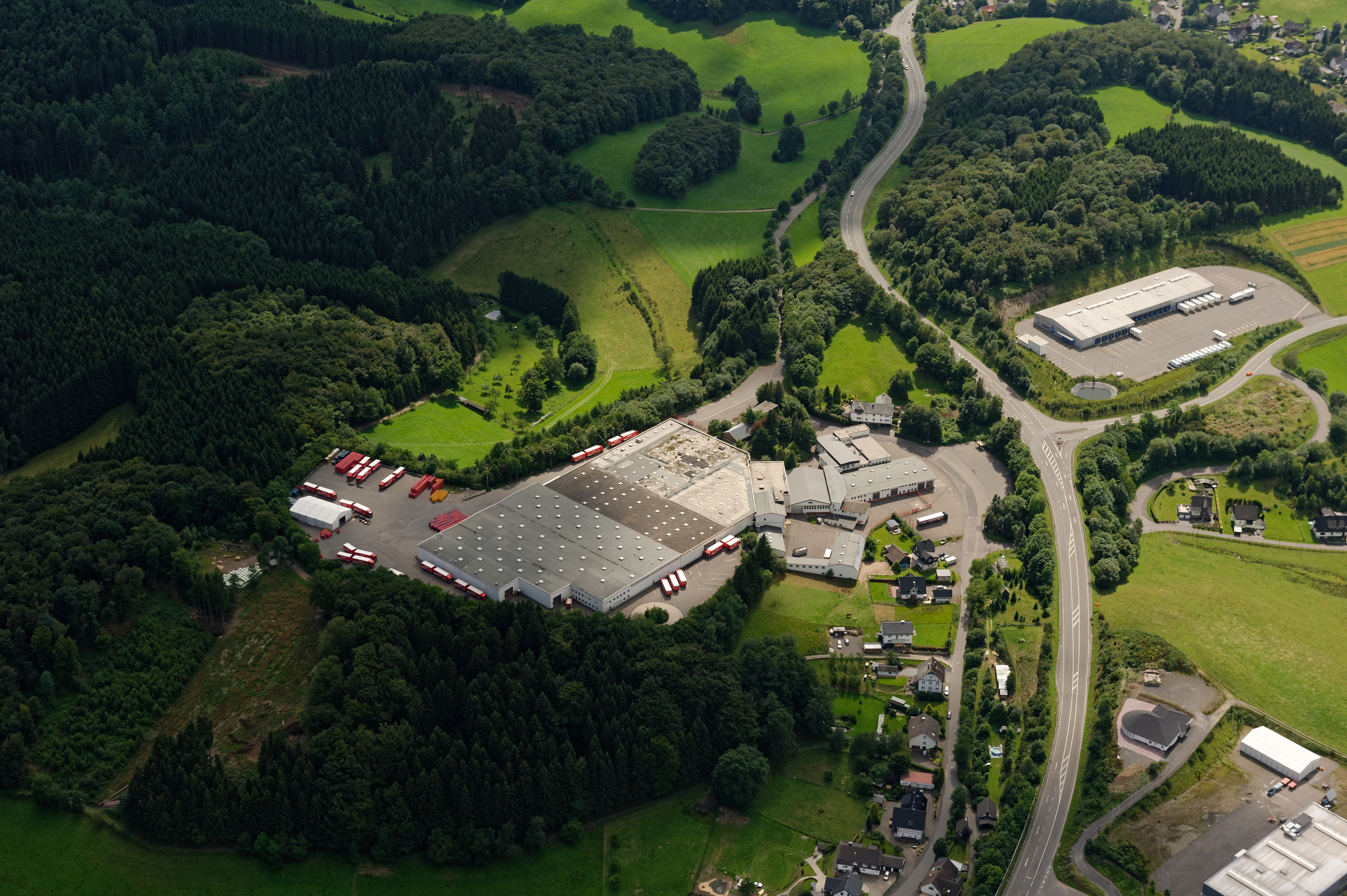
Die L 708 zwischen dem Coca-Cola-Standort und dem Gewerbegebiet

Germinghausen liegt an der L 708, die durch den Ort verläuft und im zentralen Siedlungsbereich hin zur ineinander übergehenden Nachbarortschaft Junkernhöh die Anschlussstelle Drolshagen der Bundesautobahn 45 bildet. An der L 708 und K 36 liegt am Ortsrand ein ehemaliges Logistikzentrum von Coca-Cola, das im Februar 2016 geschlossen wurde. Die Niederlassung hatte 89 Beschäftigte. Zwischen Autobahn und Landstraße liegt das Gewerbegebiet Buchholz.
Zentrum des Dorflebens ist das Dorfgemeinschaftshaus GJK, in dem neben Germinghausen die Ortschaften Junkernhöh und Köbbinghausen vertreten sind, die zusammen den benachbarten Ortsvorsteherbezirk 21 bilden.

### Talbrücke Germinghausen
Westlich der AS Drolshagen verläuft die A 45 (Sauerlandlinie) über die 196 m lange Talbrücke Germinghausen in 460 m über NN. Die Balkenbrücke aus Stahlbeton wurde 1971 errichtet und auf die Brückenklasse 60 bemessen, die aber in Nachberechnungen nicht bestätigt werden konnte. Daraufhin wurden Verstärkungsmaßnahmen getroffen, die im Wesentlichen eine Eingruppierung nach DIN-Fachbericht 101 ermöglichte.